# Gran Bretagna ai Giochi della VIII Olimpiade
Il Regno Unito (con il nome di Gran Bretagna) partecipò ai Giochi della VIII Olimpiade che si sono svolti a Parigi dal 4 maggio all'27 luglio 1924, con una delegazione di 267 atleti impegnati in 18 discipline. Il portabandiera fu Arthur Hunt.
Il bottino della squadra fu di 34 medaglie: 9 d'oro, 13 d'argento e 12 di bronzo.

## Medagliere

### Per discipline
| Sport            | Oro | Argento | Bronzo | Totale |
| ---------------- | --- | ------- | ------ | ------ |
| Atletica leggera | 3   | 3       | 5      | 11     |
| Pugilato         | 2   | 2       | 0      | 4      |
| Canottaggio      | 2   | 0       | 0      | 2      |
| Nuoto            | 1   | 2       | 1      | 4      |
| Tiro             | 1   | 2       | 0      | 3      |
| Tennis           | 0   | 1       | 2      | 3      |
| Ciclismo         | 0   | 1       | 1      | 2      |
| Scherma          | 0   | 1       | 0      | 1      |
| Vela             | 0   | 1       | 0      | 1      |
| Lotta libera     | 0   | 0       | 1      | 1      |
| Tuffi            | 0   | 0       | 1      | 1      |
| Polo             | 0   | 0       | 1      | 1      |
| Totale           | 9   | 13      | 12     | 34     |

### Medaglie
| Medaglia | Atleta                                                                                 | Sport            | Evento                                       |
| -------- | -------------------------------------------------------------------------------------- | ---------------- | -------------------------------------------- |
| Oro      | Harold Abrahams                                                                        | Atletica leggera | 100 metri piani                              |
| Oro      | Eric Liddell                                                                           | Atletica leggera | 400 metri piani                              |
| Oro      | Douglas Lowe                                                                           | Atletica leggera | 800 metri piani                              |
| Oro      | Jack Beresford                                                                         | Canottaggio      | Singolo maschile                             |
| Oro      | Maxwell Eley James Macnabb Robert Morrison Terence Sanders                             | Canottaggio      | Quattro senza maschile                       |
| Oro      | Lucille Morton                                                                         | Nuoto            | 200 metri rana femminili                     |
| Oro      | Harry Mallin                                                                           | Pugilato         | Pesi medi                                    |
| Oro      | Harry Mitchell                                                                         | Pugilato         | Pesi mediomassimi                            |
| Oro      | Cyril Mackworth-Praed Allen Whitty Herbert Perry Philip Neame                          | Tiro             | Bersaglio mobile colpo doppio a squadre      |
| Argento  | Harold Abrahams Walter Rangeley Lance Royle Wilfred Nichol                             | Atletica leggera | Staffetta 4×100 metri                        |
| Argento  | Bert Macdonald Bert Johnston George Webber Walter Porter Arthur Clark William Seagrove | Atletica leggera | 3000 metri a squadre                         |
| Argento  | Gordon Goodwin                                                                         | Atletica leggera | Marcia 10000 metri                           |
| Argento  | Albert Alden                                                                           | Ciclismo         | 50 chilometri su pista                       |
| Argento  | Phyllis Harding                                                                        | Nuoto            | 100 metri dorso femminili                    |
| Argento  | Florrie Barker Connie Jeans Grace McKenzie Vera Tanner                                 | Nuoto            | Staffetta 4x100 metri stile libero femminile |
| Argento  | Jim McKenzie                                                                           | Pugilato         | Pesi mosca                                   |
| Argento  | Jack Elliott                                                                           | Pugilato         | Pesi medi                                    |
| Argento  | Gladys Davis                                                                           | Scherma          | Fioretto individuale femminile               |
| Argento  | Kitty McKane Phyllis Covell                                                            | Tennis           | Doppio femminile                             |
| Argento  | Cyril Mackworth-Praed                                                                  | Tiro             | Bersaglio mobile individuale                 |
| Argento  | Cyril Mackworth-Praed                                                                  | Tiro             | Bersaglio mobile colpo doppio individuale    |
| Argento  | Ernest Roney Edwin Jacob Tom Riggs Walter Riggs Gordon Fowler                          | Vela             | 8 metri                                      |
| Bronzo   | Eric Liddell                                                                           | Atletica leggera | 200 metri piani                              |
| Bronzo   | Guy Butler                                                                             | Atletica leggera | 400 metri piani                              |
| Bronzo   | Henry Stallard                                                                         | Atletica leggera | 1500 metri piani                             |
| Bronzo   | Guy Butler, George Renwick, Dick Ripley, Edward Toms                                   | Atletica leggera | Staffetta 4×400 metri                        |
| Bronzo   | Malcolm Nokes                                                                          | Atletica leggera | Lancio del martello                          |
| Bronzo   | Harry Wyld                                                                             | Ciclismo         | 50 chilometri su pista                       |
| Bronzo   | Archie MacDonald                                                                       | Lotta libera     | Pesi massimi                                 |
| Bronzo   | Gladys Carson                                                                          | Nuoto            | 200 metri rana femminili                     |
| Bronzo   | Frederick Barrett Dennis Bingham Freddie Guest Percival Wise                           | Polo             | Maschile                                     |
| Bronzo   | Kitty McKane                                                                           | Tennis           | Singolare femminile                          |
| Bronzo   | Dorothy Shepherd-Barron Evelyn Colyer                                                  | Tennis           | Doppio femminile                             |
| Bronzo   | Harold Clarke                                                                          | Tuffi            | Piattaforma alta maschile                    |

## Risultati

### Atletica
Nella tabella che segue, l'elenco completo degli atleti britannici andati a medaglia a Parigi 1924 con le relative prestazioni.
| Evento                | Atleta | Risultato | Prestazione | Note            |
| --------------------- | --- | --------- | ----------- | --------------- |
| 100 metri piani       | Harold Abrahams                                                                                             | Oro       | 10"6        | Record olimpico |
| 200 metri piani       | Eric Liddell                                                                                                | Bronzo    | 21"9        |                 |
| 400 metri piani       | Eric Liddell                                                                                                | Oro       | 47"6        | Record olimpico |
| 400 metri piani       | Guy Butler                                                                                                  | Bronzo    | 48"6        |                 |
| 800 metri piani       | Douglas Lowe                                                                                                | Oro       | 1'52""4     | Record europeo  |
| 1500 metri piani      | Henry Stallard                                                                                              | Bronzo    | 3'55""6     |                 |
| Staffetta 4×100 metri | Harold Abrahams Wilfred Nichol Walter Rangeley Lance Royle                                                  | Argento   | 41""2       |                 |
| Staffetta 4×400 metri | Guy Butler George Renwick Dick Ripley Edward Toms                                                           | Bronzo    | 3'17"4      |                 |
| 3000 metri a squadre  | 3º Bert Macdonald 4º Bert Johnston 7º George Webber 10º Walter Porter 14º Arthur Clark 16º William Seagrove | Argento   | 3'17"4      |                 |
| Marcia 10000 metri    | Gordon Goodwin                                                                                              | Argento   | 48'37""9    |                 |
| Lancio del martello   | Malcolm Nokes                                                                                               | Bronzo    | 48,875 m    |                 |

### Pallanuoto
| Atleta | Classifica                                                                                        |                          |
| --- | ------------------------------------------------------------------------------------------------- | ------------------------ |
| V · D · M Nazionale maschile britannica di pallanuoto · Giochi olimpici - Parigi 1924 Annison · Budd · Bugbee · Hodgson · Hunt · Radmilovic · Smith · Edward · Haston · Peacock · CT : - | 8°                                                                                                |                          |
| Nazionale maschile britannica di pallanuoto · Giochi olimpici - Parigi 1924 |                                                                                                   |                          |
| Annison · Budd · Bugbee · Hodgson · Hunt · Radmilovic · Smith · Edward · Haston · Peacock · CT: -                                                                                        | Annison · Budd · Bugbee · Hodgson · Hunt · Radmilovic · Smith · Edward · Haston · Peacock · CT: - | Gran Bretagna (bandiera) |